# Bill McKinney
William „Bill“ McKinney (* 12. September 1931 in Chattanooga, Tennessee; † 1. Dezember 2011 in Los Angeles, Kalifornien) war ein US-amerikanischer Schauspieler.

## Leben
Bill McKinney trat im Alter von neunzehn Jahren in die United States Navy ein und diente während des Koreakrieges zwei Jahre auf einem Minenräumboot. Nach dem Ende seiner Militärzeit studierte er ab 1957 Schauspiel am Pasadena Playhouse. Anschließend besuchte er Lee Strasbergs Actors Studio. 
1967 hatte er seine erste im Abspann erwähnte Filmrolle in dem Horrorfilm She Freak, danach erhielt er verschiedene Gastrollen in Fernsehserien wie Bezaubernde Jeannie und Ein Sheriff in New York. Seine erste bekannte Rolle spielte er 1972 an der Seite von Burt Reynolds, Jon Voight und Ned Beatty in Beim Sterben ist jeder der Erste als namenloser und brutaler Hinterwäldler, der die Figur des Bobby missbraucht und danach später von dessen Freund getötet wird. Auch im weiteren Verlauf seiner Filmkarriere wurde er noch häufiger oft auf Schurken und gewalttätige Charaktere besetzt, auch Rednecks oder autoritäre Sheriffs verkörperte er mehrfach.
In der Folge spielte er unter anderem in Sam Peckinpahs Junior Bonner und John Hustons Das war Roy Bean. 1974 war er in Die Letzten beißen die Hunde erstmals an der Seite von Clint Eastwood zu sehen, es folgten bis 1989 sechs weitere gemeinsame Filme, darunter Der Texaner, Der Mann, der niemals aufgibt und Bronco Billy. In den Eastwood-Filmen stellte er auch mehrfach komisch angelegte und etwas einfältige Charaktere dar. Weitere Rollen spielte er in Der letzte Scharfschütze an der Seite von John Wayne, in Rambo an der Seite von Sylvester Stallone und in Gegen jede Chance neben Jeff Bridges. Eine kleine Nebenrolle hatte er 1999 in der Stephen-King-Verfilmung The Green Mile. 
Neben seinen Spielfilmauftritten war McKinney als Gaststar in verschiedenen erfolgreichen Serienformaten zu sehen, darunter Columbo, Starsky & Hutch, Kampfstern Galactica, Ein Colt für alle Fälle, Das A-Team und Die Abenteuer des jungen Indiana Jones. Insgesamt umfasst sein filmisches Schaffen zwischen 1962 und 2011 annähernd 120 Film- und Fernsehproduktionen. Bill McKinney starb im Alter von 80 Jahren in einem Hospiz in Los Angeles an einer Krebserkrankung. Er war mehrere Male verheiratet und hinterließ einen Sohn namens Clinton.

## Filmografie (Auswahl)

### Kino
- 1962: Secret File: Hollywood
- 1967: She Freak
- 1968: Die fünf Vogelfreien (Firecreek)
- 1968: The Road Hustlers
- 1970: Engel ohne Ketten (Angel Unchained)
- 1972: Junior Bonner
- 1972: Beim Sterben ist jeder der Erste (Deliverance)
- 1972: Das war Roy Bean (The Life and Times of Judge Roy Bean)
- 1973: Ein Fall für Cleopatra Jones (Cleopatra Jones)
- 1973: Revolte in der Unterwelt (The Outfit)
- 1974: Die Letzten beißen die Hunde (Thunderbolt and Lightfoot)
- 1974: Zeuge einer Verschwörung (The Parallax View)
- 1974: Bei mir liegst du richtig (For Pete’s Sake)
- 1975: Nevada Pass (Breakheart Pass)
- 1976: Der Texaner (The Outlaw Josey Wales)
- 1976: Der letzte Scharfschütze (The Shootist)
- 1976: Cannonball
- 1977: Valentino
- 1977: Der Mann, der niemals aufgibt (The Gauntlet)
- 1978: Der Mann aus San Fernando (Every Which Way but Loose)
- 1980: Jahrmarkt (Carny)
- 1980: Bronco Billy
- 1980: Mit Vollgas nach San Fernando (Any Which Way You Can)
- 1981: Mount St. Helens – Der Killervulkan (St. Helens)
- 1982: Rambo (First Blood)
- 1983: … und wenn der letzte Reifen platzt (Heart Like a Wheel)
- 1984: Gegen jede Chance (Against All Odds)
- 1987: Geschäft mit dem Tod (Under the Gun)
- 1988: Die jungen Krieger (War Party)
- 1989: Kinjite – Tödliches Tabu (Kinjite: Forbidden Subjects)
- 1989: Pink Cadillac
- 1990: Zurück in die Zukunft III (Back to the Future Part III)
- 1994: Die goldenen Jungs (City Slickers II: The Legend of Curly’s Gold)
- 1998: Jagd auf Marlowe – Ein Fall zum Abdrehen (Where’s Marlowe?)
- 1999: The Green Mile
- 2003: Hellborn (Asylum of the Damned)
- 2003: Looney Tunes: Back in Action
- 2004: Undertow – Im Sog der Rache (Undertow)
- 2005: 2001 Maniacs
- 2007: Take – Der Tod kreuzt ihren Weg (Take)
- 2007: Glück im Spiel (Lucky You)
- 2008: Das Gesetz der Ehre (Pride and Glory)
- 2010: Woher weißt du, dass es Liebe ist (How Do You Know)
- 2011: The Custom Mary

### Fernsehen
- 1968: Die Monkees (The Monkees, Folge 2x24)
- 1970: Bezaubernde Jeannie (I Dream of Jeannie, Folge 5x17)
- 1970: Ein Sheriff in New York (McCloud, Folge 1x03)
- 1971–1972: Alias Smith und Jones (Alias Smith and Jones, 4 Folgen)
- 1973: Der Chef (Ironside, Folge 6x19)
- 1974: Mannix (Fernsehserie)
- 1974: Columbo: Schwanengesang (Swan Song, Fernsehreihe)
- 1974: Die Hinrichtung des Soldaten Slovik (The Execution of Private Slovik, Fernsehfilm)
- 1974: Familiengeheimnisse (The Underground Man, Fernsehfilm)
- 1974: Spuren im Sand (The Godchild, Fernsehfilm)
- 1975: Baretta (2 Folgen)
- 1975: Bronk (Folge 1x02)
- 1978: Starsky & Hutch (Folge 3x15)
- 1979–1981: B.J. und der Bär (B. J. and the Bear, 4 Folgen)
- 1980: Kampfstern Galactica (Galactica 1980, Folge 1x09)
- 1981: Bret Maverick (2 Folgen)
- 1981–1985: Ein Colt für alle Fälle (The Fall Guy, 4 Folgen)
- 1982: Knight Rider (2 Folgen)
- 1982: Vater Murphy (Father Murphy, Folge 2x03)
- 1983: Kampf um Yellow Rose (The Yellow Rose, Folge 1x08)
- 1983, 1985: Das A-Team (The A-Team, 2 Folgen)
- 1984: Der Ninja-Meister (The Master, Folge 1x01)
- 1984: Mode, Models und Intrigen (Cover Up, Folge 1x06)
- 1985: Trio mit vier Fäusten (Riptide, Folge 2x20)
- 1986: Mord ist ihr Hobby (Murder, She Wrote, Folge 2x15)
- 1987: Falcon Crest (Folge 7x10)
- 1987: Ohara (Folge 2x09)
- 1990: Yellowthread Street (Folge 1x03)
- 1990: Killing Cop (The China Lake Murders, Fernsehfilm)
- 1990: Hunter (2 Folgen)
- 1991: In der Hitze der Nacht (In the Heat of the Night, Folge 5x03)
- 1992: Baywatch – Die Rettungsschwimmer von Malibu (Baywatch, 3 Folgen)
- 1993: Die Abenteuer des jungen Indiana Jones (The Young Indiana Jones Chronicles, Folge 2x08)
- 1993: Ned Blessing: The Story of My Life and Times (5 Folgen)
- 1993: Böse Schatten (Love, Cheat & Steal, Fernsehfilm)
- 1995: Walker, Texas Ranger (Folge 4x05)
- 1996: Wenn Herzen brechen (A Promise to Carolyn, Fernsehfilm)
- 1996: Gefahr aus dem Weltall 2 (It Came from Outer Space II, Fernsehfilm)
- 2000: Die glorreichen Sieben (The Magnificent Seven, Folge 2x12)